# Wilson Samaké
Wilson Lassana Samaké (Vitry-sur-Seine, 30 marzo 2004) è un calciatore maliano, attaccante del Rennes 2.

## Carriera

### Club
Samaké è cresciuto nel settore giovanile del Rennes, con cui ha firmato il primo contratto professionistico il 10 marzo 2023. Nella stagione 2023-2024, con la squadra B del club rossonero (con cui aveva già trascorso un biennio nella quarta divisione francese), si è laureato capocannoniere del Championnat National 3 con 20 reti in 25 incontri.
Nella prima metà della stagione 2024-2025 ha giocato in prestito allo Châteauroux, con cui ha disputato 5 partite nella terza divisione francese.

### Nazionale
Ha giocato nella nazionale maliana Under-23.
Nel 2024 è stato convocato dalla nazionale olimpica maliana per partecipare ai Giochi della XXXIII Olimpiade.

## Statistiche

### Presenze e reti nei club
Statistiche aggiornate al 30 luglio 2024.
| Stagione        | Squadra         | Campionato      | Campionato | Campionato | Coppe nazionali | Coppe nazionali | Coppe nazionali | Coppe continentali | Coppe continentali | Coppe continentali | Altre coppe | Altre coppe | Altre coppe | Totale | Totale | Totale |
| Stagione        | Squadra         | Comp            | Pres       | Reti       | Comp            | Pres            | Reti            | Comp               | Pres               | Reti               | Comp        | Pres        | Reti        | Pres   | Reti   |        |
| --------------- | --------------- | --------------- | ---------- | ---------- | --------------- | --------------- | --------------- | ------------------ | ------------------ | ------------------ | ----------- | ----------- | ----------- | ------ | ------ | ------ |
| 2021-2022       | Rennes 2        | N2              | 10         | 1          |                 | -               | -               |                    | -                  | -                  |             | -           | -           | 10     | 1      |        |
| 2022-2023       | Rennes 2        | N2              | 27         | 7          |                 | -               | -               |                    | -                  | -                  |             | -           | -           | 27     | 7      |        |
| 2023-2024       | Rennes 2        | N3              | 25         | 20         |                 | -               | -               |                    | -                  | -                  |             | -           | -           | 25     | 20     |        |
| Totale carriera | Totale carriera | Totale carriera | 62         | 28         |                 | -               | -               |                    | -                  | -                  |             | -           | -           | 62     | 28     |        |

## Palmarès

### Individuale
- Capocannoniere del Championnat National 3: 1

2023-2024 (20 gol)